# Zanie (województwo lubelskie)
Zanie – wieś w Polsce położona w województwie lubelskim, w powiecie biłgorajskim, w gminie Księżpol.
W latach 1975–1998 miejscowość należała administracyjnie do województwa zamojskiego. 
Wieś jest sołectwem w gminie Księżpol. Według Narodowego Spisu Powszechnego z roku 2011 wieś liczyła 69 mieszkańców i była najmniejszą co do liczby ludności miejscowością gminy.
Wierni Kościoła rzymskokatolickiego należą do parafii Świętych Apostołów Piotra i Pawła w Starym Majdanie.

## Historia
Zanie w wieku XIX opisano jako wieś  w powiecie biłgorajskim, gminie i parafii greckokatolickiej w Księżpolu, łacińskiej w Puszczy Solskiej. Wchodziła w skład dóbr ordynacji Zamojskich. W r. 1827 było tu 19 domów i  105 mieszkańców, podległość parafialna w Majdanie Księżopolskim.